# 赤沼神社
赤沼神社（あかぬまじんじゃ）は、埼玉県春日部市の神社。

## 歴史
創建年代は不明である。ただ江戸時代後期の地誌『新編武蔵風土記稿』に記載されていることから、その頃には既に存在していたものと推測される。当初は「香取神社」と称していた。
1872年（明治5年）、近代社格制度に基づく「村社」に列せられ、1906年（明治39年）の神社合祀により、周辺の7社が合祀された。その際に、所在地から「赤沼神社」に改称した。赤沼という地名は、かつて当地には薬師堂があったが、利根川の洪水によって堂が水没し、沼地化した。その状態を仏教の閼伽（あか）に見立て、「赤沼（あかぬま）」と呼ばれるようになったという。1923年（大正12年）の関東大震災で社殿が倒壊する被害を受けたが、2年後に再建されている。

## 文化財
- 赤沼の獅子舞（春日部市指定有形文化財 平成2年4月25日指定）[2]

## 交通アクセス
- 路線バス赤沼停留所より徒歩4分。